# Lissonota japonica
Lissonota japonica là một loài tò vò trong họ Ichneumonidae.